# Vision Valley
Vision Valley to trzeci album australijskiego zespołu The Vines wydany w 2006 roku.

## Spis utworów
1. „Anysound” – 1:55
2. „Nothin's Comin'” – 2:00
3. „Candy Daze” – 1:40
4. „Vision Valley” – 2:42
5. „Don't Listen to the Radio” – 2:10
6. „Gross Out” – 1:18
7. „Take Me Back” – 2:42
8. „Going Gone” – 2:44
9. „Fuk Yeh” – 1:58
10. „Futuretarded” – 1:47
11. „Dope Train” – 2:36
12. „Atmos” – 1:50
13. „Spaceship” – 6:07